# Créature (mini-série)
Pour les articles homonymes, voir Creature.
Créature est une mini-série américaine de 1998 en 2 parties réalisées par Stuart Gillard  sur un scénario de Rockne S. O'Bannon.

## Synopsis
1972, sur une île des Caraïbes, dans un laboratoire secret de la Navy, le Dr. Kruger a créé un hybride issu du croisement d'un dauphin et d'un requin blanc. Lors d'une expérience le monstre s'échappe et disparait dans l'océan... 25 ans plus tard, Simon Chase spécialiste des requins, est confronté à une série de cadavres attribués à des attaques de requins.

## Fiche technique
- Titre original : Creature
- Titre français : Créature
- Réalisation : Stuart Gillard
- Scénario : Rockne S. O'Bannon d'après Peter Benchley
- Photographie : Thomas Burstyn
- Montage : Rick Martin
- Musique : John Van Tongeren
- Société de production : Hallmark Entertainment
- Pays d'origine :  États-Unis
- Langue : anglais
- Format : couleur - 1.33 : 1
- Genre : fantastique
- Durée : 175 minutes
- Dates de premières diffusions :
  -  États-Unis : 17 mai 1998 et 18 mai 1998 sur ABC
  -  France : 18 novembre 1998 sur M6

## Distribution
- Craig T. Nelson (VF : Hervé Bellon) : Dr. Simon Chase
- Kim Cattrall (VF : Micky Sébastian) : Dr. Amanda Mayson
- Colm Feore (VF : Patrick Osmond) : Aaron Richland
- Cress Williams : Tall Man
- Michael Reilly Burke : Adam Puckett
- Michael Michele (VF : Pascale Jacquemont) : Tauna
- Matthew Carey : Maxwell Chase
- Megalyn Echikunwoke : Elizabeth
- Blu Mankuma : Rollie Gibson
- John Aylward : Ben Madiera
- Giancarlo Esposito : Thomas Peniston/Loup-Garou
- Gary Reineke (VF : Mark Lesser) : Dr. Ernest Bishop